# Antoni Małecki (uczony)

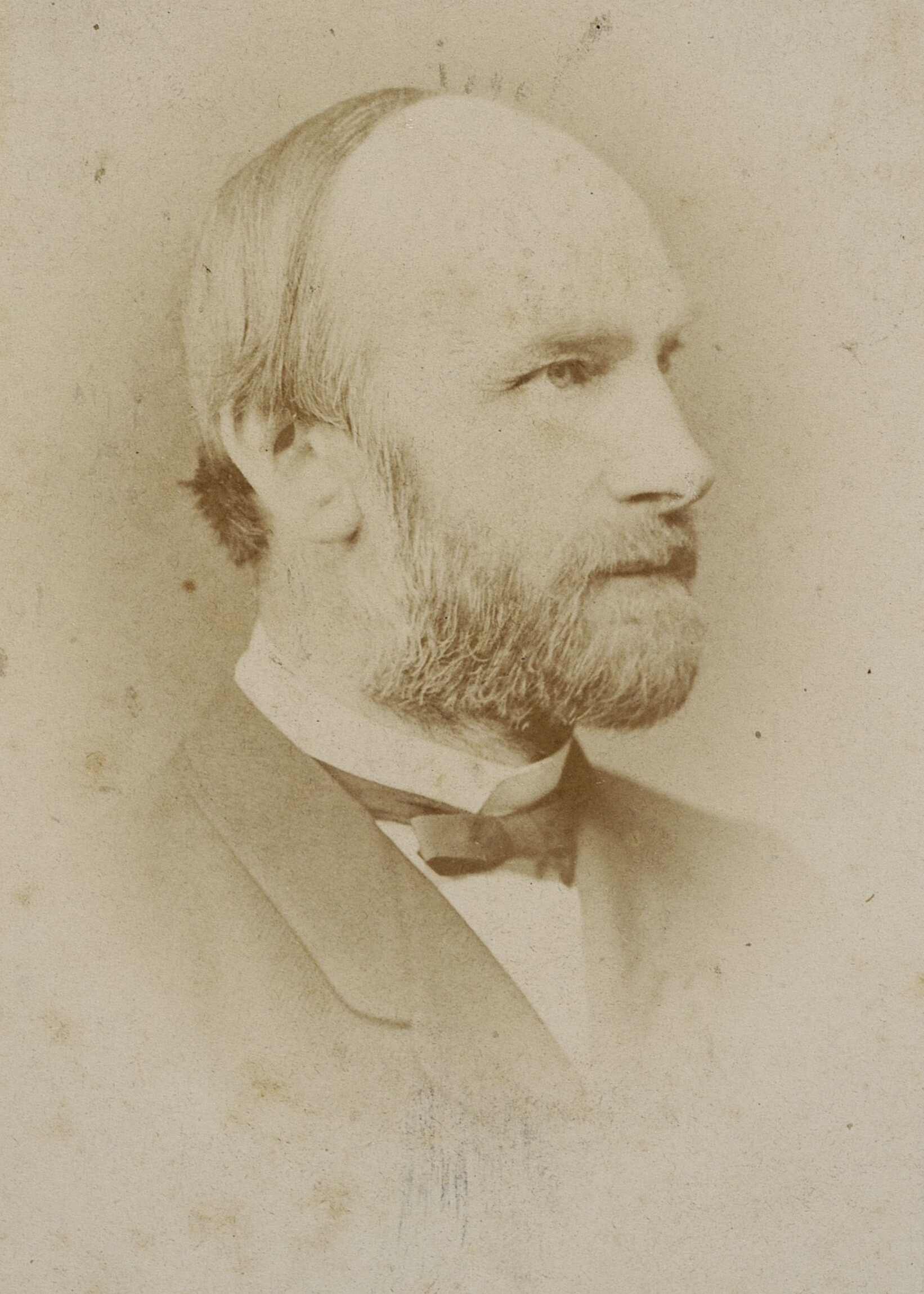
Antoni Małecki, fotografia z ok. 1870

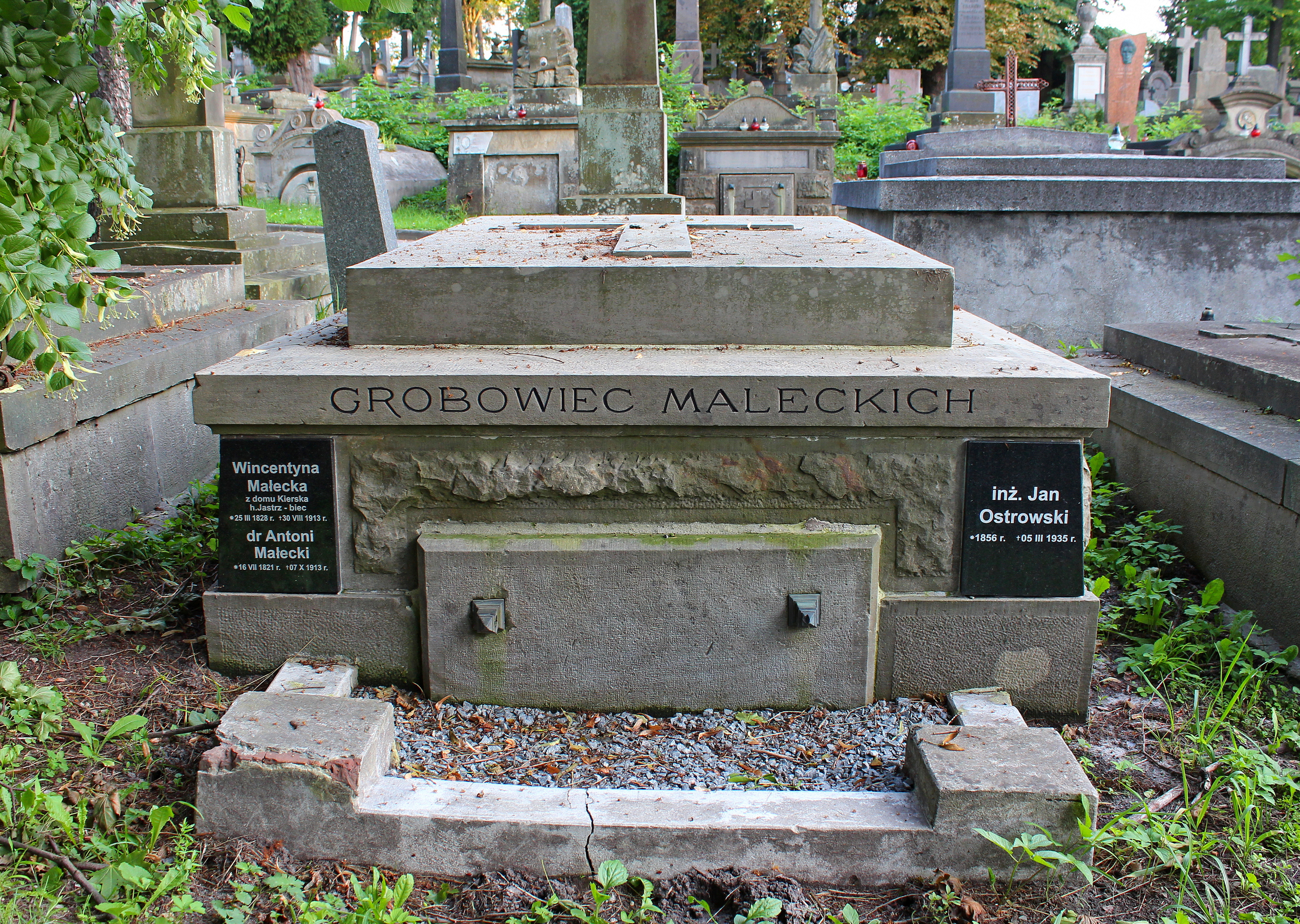

Antoni Małecki (ur. 16 lipca 1821 w Objezierzu, zm. 7 października 1913 we Lwowie) – polski historyk literatury, historyk-mediewista, językoznawca, filolog klasyczny, heraldyk, dramaturg, slawista, rektor Uniwersytetu Lwowskiego, profesor uniwersytetów: Jagiellońskiego, Lwowskiego, oraz w Innsbrucku, poseł na Sejm Krajowy Galicji.

## Życiorys
W 1841, po ukończeniu Gimnazjum św. Marii Magdaleny w Poznaniu, wstąpił na uniwersytet w Berlinie, gdzie w owym czasie licznie kształciła się młodzież polska. Studiował filologię klasyczną, germanistykę, slawistykę, filozofię (m.in. pod kierunkiem K.L. Micheleta) i historię (u Leopolda Rankego)).
Fryderyk Henryk Lewestam napisał w „Tygodniku Ilustrowanym” z 12 grudnia 1863 o studentach polskich kształcących się na uniwersytecie berlińskim:

Ruch umysłowy w tej młodzieży, jej zapał do nauki, jej przeświadczenie o ważności duchowego swojego posłannictwa, rokowały najpiękniejsze nadzieje. Podczas kiedy studenci niemieccy trwonili dnie i noce na pijackich hulankach i pojedynkach, młodzi Polacy, ze wzrokiem niewzruszenie w świątynię nauk wlepionym, uzupełniali jednostronność cudzoziemskiej wszechnicy poważnymi studiami nad własną przeszłością, nad jej dziejami, literaturą, instytucjami społecznymi. Małecki był jednym z najgorliwiej i najgoręcej zabierających się do pracy około literatury ojczystej.

W grudniu 1844 obronił doktorat z filologii na podstawie rozprawy o szkole Platona. W lutym 1845 złożył w Berlinie egzamin na nauczyciela gimnazjalnego. W tym też roku rozpoczął pracę w poznańskim Gimnazjum św. Marii Magdaleny jako wykładowca języka polskiego, łaciny, greki oraz historii.
W latach 1850–1852 był profesorem nadzwyczajnym filologii klasycznej na Uniwersytecie Krakowskim.
W grudniu 1852 został usunięty z uniwersytetu za „brak politycznej lojalności” – sprzeciwiał się wprowadzeniu języka niemieckiego jako wykładowego do szkół średnich. W czerwcu 1853 na polecenie policji musiał opuścić Kraków.
Udał się do Poznania, gdzie otrzymał pracę w miejskiej szkole realnej jako wykładowca języka polskiego. Od 1854 do 1856 był profesorem filologii klasycznej na Uniwersytecie w Innsbrucku. Od 1856 był profesorem zwyczajnym na Uniwersytecie Lwowskim w katedrze literatury i języka polskiego; prowadził także wykłady z historii. Od 1864 był członkiem austriackiej Rady Szkolnej (Unterichtsrat) w Wiedniu. Współorganizował i był członkiem galicyjskiej Rady Szkolnej Krajowej. W latach 1872–1873 był rektorem Uniwersytetu Lwowskiego. W grudniu 1874 przeszedł na emeryturę.
Związany z Ossolineum – w latach 1869–1872 i 1882–1913 pełnił funkcję zastępcy kuratora Zakładu. Od 1871 był członkiem Rady Miejskiej Lwowa. W 1872 został członkiem Akademii Umiejętności; był także członkiem korespondentem Serbskiego Towarzystwa Naukowego w Belgradzie. Długoletni poseł na sejm krajowy galicyjski (1876–1889), a w 1881 został dożywotnim członkiem austriackiej Izby Panów. Był współzałożycielem Macierzy Polskiej we Lwowie, od 1888 na czele jej Rady Wykonawczej.
W latach 1873–1893 był współwydawcą serii „Monumenta Poloniae Historica”. W 1869 otrzymał tytuł członka honorowego Polskiego Towarzystwa Pedagogicznego we Lwowie. Był członkiem honorowym Poznańskiego Towarzystwa Przyjaciół Nauk. W 1901 został prezesem nowo założonego we Lwowie Towarzystwa dla Popierania Nauki Polskiej, stanowisko to piastował prawie 12 lat, do dnia swojej śmierci. W 1905 został wybrany członkiem komisji mającej zbadać gospodarkę w fabryce wagonów w Sanoku celem rozpoznania jej nierentowności.
Antoni Małecki zmarł 7 października 1913 we Lwowie. Został pochowany na Cmentarzu Łyczakowskim. Był żonaty z Wincentyną z domu Kierską.

## Twórczość

### Beletrystyka
- Dramaty:
  - List żelazny, 1854,
  - Grochowy wieniec, czyli Mazury w Krakowie, 1855,

### Działalność naukowa
- Prace filologiczne:
  - Juliusz Słowacki jego życie i dzieła w stosunku do współczesnej epoki, t. 1-2, 1866–1867,
  - Jana Kochanowskiego młodość, 1883,
  - Gramatyka języka polskiego,
  - Gramatyka historyczno-porównawcza języka polskiego, 1879

- Prace historyczne:
  - Co rozumieć o runach słowiańskich i autentyczności napisów na mikorzyńskich kamieniach, 1872,
  - Panowanie Bolesława Krzywoustego, 1873,
  - Biskupstwa w pierwotnej epoce Polski oraz klasztory w Polsce w obrębie wieków średnich, 1875,
  - Wewnętrzny ustrój w pierwotnej Polsce (Przewodnik naukowy i literacki, Lwów 1875),
  - Z przeszłości dziejowej pomniejsze pisma Tom 1., Tom 2., Kraków 1897 (pierwodruk 1875),
  - Studia heraldyczne Tom 1., Tom 2., 1890,
  - Lechici w świetle historycznej krytyki, 1897, wyd. 2, przejrzane przez autora (1907)
  - W kwestii fałszerstw dokumentów, 1904,
  - Wybór mów staropolskich świeckich sejmowych i innych,

- Redakcje naukowe:
  - Biblia Królowéj Zofii żony Jagiełły z Kodexu Szaroszpatackiego, Lwów: nakładem księcia Jerzego Henryka Lubomirskiego, 1871, s. 349.

## Wyróżnienia
- 21 stycznia 1892 został honorowym obywatelem Lwowa.
- W 1892 otrzymał doktorat honoris causa Uniwersytetu Jagiellońskiego.
- Przed 1899 został wyróżniony Odznaką Honorową za Dzieła Sztuki i Umiejętności[10][11].
- W 1901 został wybity medal upamiętniający Antoniego Małeckiego, wydany przez Uniwersytet Lwowski, a zaprojektowany przez Stanisława Romana Lewandowskiego[12].
- Jeszcze za jego życia nadano jednej z ulic Lwowa imię Antoniego Małeckiego.
- Imieniem Antoni Małeckiego nazwano ulice w Poznaniu (Ulica Antoniego Małeckiego w Poznaniu), Olsztynie, Sanoku (obecnie ulica gen. W. Sikorskiego w Sanoku[13][14]).
- Biblioteka Publiczna Miasta i Gminy w Obornikach nosi imię Antoniego Małeckiego.